# Phantasm II
Phantasm II  este un film american de acțiune SF de groază din 1988 scris și regizat de Don Coscarelli. În rolurile principale joacă actorii Angus Scrimm, James LeGros, Reggie Bannister și Paula Irvine. Este  continuarea filmului Phantasm din 1979. În Phantasm II, eroul principal Mike, recent ieșit dintr-un spital de boli mentale, îl recrutează din nou pe Reggie și împreună cu alți câțiva prieteni continuă efortul de a-l învinge pe răufăcătorul supranatural Omul Înalt. 
Filmul a stârnit controverse de-a lungul fanilor prin acordarea rolului personajului principal Mike actorului LeGros și nu a avut recenzii critice prea bune. A fost continuat de două sequel-uri direct-pe-video: Phantasm III: Lord of the Dead (1994) și Phantasm IV: Oblivion (1998). După problemele cu distribuția în SUA, Phantasm II a fost lansat în Regiunea 1 pe DVD în 2009 și pe discuri Blu-ray în 2013.

## Distribuție
- Angus Scrimm - The Tall Man
- James LeGros - Mike Pearson
- Reggie Bannister - Reggie
- Paula Irvine - Liz Reynolds
- Samantha Phillips - Alchemy
- Kenneth Tigar - Father Meyers
- Rubin Kushner - Grandpa Alex Murphy
- Ruth C. Engel - Grandma Murphy
- Stacey Travis - Jeri Reynolds
- A. Michael Baldwin - Young Mike
- J. Patrick McNamara - Psychologist
- Mark Anthony Major - Mortician